# Пириул-Маре
Пириул-Маре (рум. Pârâul Mare) — село у повіті Нямц в Румунії. Входить до складу комуни Чахлеу.
Село розташоване на відстані 289 км на північ від Бухареста, 31 км на північний захід від П'ятра-Нямца, 121 км на захід від Ясс.

## Населення
За даними перепису населення 2002 року у селі проживали 143 особи, з них 142 особи (99,3%) румунів. Рідною мовою 142 особи (99,3%) назвали румунську.